# 포클랜드 제도 영어
포클랜드 제도 영어(영어: Falkland Islands English)는 포클랜드 제도에서 사용되는 영어의 방언이다. 영국 영어 기반의 방언이지만 고립된 위치와 적은 인구로 인하여 고유의 억양과 어휘가 발달되었다. 캠프 지역에서는 포클랜드 제도 영어의 고유 억양이 두드러지는 경향이 보인다. 오스트레일리아 영어, 뉴질랜드 영어, 웨스트컨트리 영어 및 노퍽 방언, 로우랜드 영어와 유사하다.
포클랜드 제도에는 세인트헬레나 출신 이주민 집단이 존재하며, 이들은 고유의 영어 방언을 구사한다.

## 역사
포클랜드 제도 영어는 1833년 포클랜드 제도가 영국의 속령으로 편입된 이후 영국, 스코틀랜드, 세인트헬레나, 칠레, 오스트레일리아 출신 이주민들이 방언 접촉과 토착 언어 부재, 다양한 이민자 언어들이 혼합된 결과로 형성되었다.
현대에는 스탠리를 중심으로 영국 영어에 수렴되는 추세이나, 비교적 고립된 캠프 지역에서는 수렴이 비교적 덜하다.

## 음운
포클랜드 제도 영어는 비R음화의 특성이 나타난다. 이러한 특성은 남반구의 다른 영어 방언에서도 보이는 특성이다. 반면 남반구의 영어 방언과의 차이점은 이중모음의 중설음화(Diphthong Onset Centralisation)와 이중모음의 고모음화(Canadian Raising) 현상이 관찰된다는 점이다.

## 문법
was 일반화(was-generalization), 2인칭 대명사 복수형 youse, 관사 생략 등의 비표준 문법이 일부 나타나며, 이는 웨스트컨트리 영어와 로우랜드 영어의 영향이다.

## 어휘
포클랜드 제도 영어에는 스페인어 어휘나 차용된 어휘가 다수 존재한다. 스페인어 단어 'che'와 'poocha(pucha)'가 그 예이다. 'che'는 감탄사로, 리오플라텐세 스페인어에서 유래하였고, 'poocha(pucha)'는 스페인어 'puta' (창녀)의 완곡어지만, 감탄사와 같은 의미로 사용된다.
스페인어에서 차용된 단어는 특히 많다. 일례로 포클랜드 제도 영어의 말과 관련된 어휘의 대다수가 스페인어에서 유래된 단어들이다. 포클랜드 제도 거주민들은 말의 색상 및 생김새와 관련하여 'alizan', 'colorao', 'negro', 'blanco', 'gotiao', 'picasso', 'sarco', 'rabincana'를, 말과 관련된 장비에 대하여 'bosal', 'cabresta', 'bastos', 'cinch', 'conjinilla', 'meletas', 'tientas', 'manares'와 같은 단어를 사용한다.
19세기 이후 가우초들이 목축 및 토지 관리를 위하여 포클랜드 제도 전역에 스페인어에서 유래한 지명을 붙였다. 'Rincon Grande', 'Ceritos', 'Campito', 'Cantera', 'Terra Motas', 'Malo River', 'Brasse Mar', 'Dos Lomas', 'Torcida Point', 'Pioja Point', 'Estancia', 'Oroqueta', 'Piedra Sola', 'Laguna Seco', 'Manada'와 같은 단어들이 예시이다.
캠프 지역에서는 'kelp' (다시마)에서 유래한 'kelper' (포클랜드 제도 거주민), 'smoke' (흡연)에서 유래한 'smoko' (작업 중 휴식)와 같은 속어가 사용되며, 포클랜드 전쟁 시기 사용되었으나 현재는 사용되지 않는 'yomp' (완전군장 행군)와 같은 어휘들도 존재한다.